# Петроград (Октябрьский район)
Петроград — деревня в Октябрьском районе Челябинской области России. Входит в состав Свободненского сельского поселения.

## География
Расположена в западной части района, на берегу озера Махмутове (Бахмуткуль), на расстоянии примерно 20 километров к северо-западу от села Октябрьское, административного центра района.

## История
Деревня основана в 1924 году. В 1929 организован колхоз, в 1937 стал назваться «День Красной Армии»..

## Население
| 2002 | 2010 |
| ---- | ---- |
| 27   | ↘10  |

(в 1926 — 201, в 1959 — 122, в 1970 — 86, в 1983 — 45, в 1995 — 34)

## Улицы
- Садовая улица